# Jean Favard
Jean Favard (* 28. August 1902 in Peyrat-la-Nonière; † 21. Januar 1965 in La Tronche)  war ein französischer Mathematiker, der sich mit Analysis (Interpolation, Approximation, Harmonische Analyse) befasste.

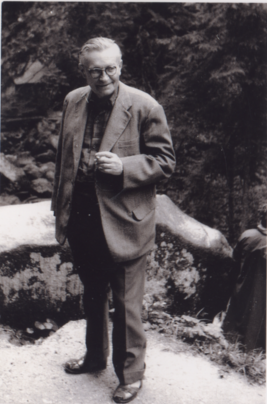
Jean Favard, Oberwolfach 1963

## Leben
Favard studierte ab 1921 Mathematik und Physik an der École normale supérieure und der Sorbonne. Nach der Agrégation 1924 war er in Kopenhagen bei Harald Bohr und wurde 1927 in Paris mit einer Dissertation über fastperiodische Funktionen promoviert. 1928 wurde er Chargé de Cours in Grenoble und 1929 hielt er den Cours Peccot am Collège de France. Danach war er Maitre de conférences in Algier und 1933 in Grenoble, wo er 1935 Professor wurde. Im Zweiten Weltkrieg war er Artillerieoffizier und in Kriegsgefangenschaft in Linz, wo er Rektor einer Lager-Universität war. 1941 wurde er zum Maitre de conference an der Sorbonne ernannt, den Posten konnte er aber erst nach dem Krieg antreten. 1950 wurde er Professor für Mechanik und 1958 für Geometrie. Außerdem war er ab 1953 Maitre de conférences und 1957 Professor für Analysis an der École polytechnique.
1946 war er Präsident der Société mathématique de France. 1938 erhielt er den großen Preis der Academie des Sciences in Mathematik.
Der Satz von Naum Iljitsch Achijeser, Mark Grigorjewitsch Krein und Favard gibt Schranken für die Approximation periodischer Funktionen durch trigonometrische Polynome (in diesem Zusammenhang ist auch eine Konstante nach ihnen benannt). Nach ihm ist auch der Satz von Favard (1935, manchmal zusätzlich nach J. Shohat benannt) über orthogonale Polynome benannt und Favard-Operatoren in der Funktionalanalysis.
Er war Offizier der Ehrenlegion. 1964 nahm ihn die Académie royale des Sciences, des Lettres et des Beaux-Arts de Belgique als assoziiertes Mitglied auf.
Sein Sohn Pierre Favard war Biologieprofessor an der Sorbonne.

## Schriften
- Leçons sur les fonctions presque périodiques, Gauthier-Villars 1933.
- Les Théorèmes de la moyenne pour les polynômes, Hermann 1935.
- Cours de géométrie différentielle locale, Gauthier-Villars, 1957.
- Cours d'analyse de l'École polytechnique, Gauthier-Villars, 3 Bände:
  - Band 1, Introduction. Opérations. 1960,
  - Band 2, Représentation. Fonctions analytiques, 1960,
  - Band 3, Théorie des équations.
    - Teil 1. Équations différentielles, 1962,
    - Teil 2. Équations aux dérivés partielles. Équations intégrales. Calcul des variations, 1963.
- Théorie de l'information. Langage. Codage. Cryptage, Service de la Présid. du Conseil, 1960.

1949 gab er die 7. Auflage des Cours d´Analyse von  Édouard Goursat heraus.